# Frazé
Frazé település Franciaországban, Eure-et-Loir megyében. Lakosainak száma 488 fő (2022. január 1.). Frazé Montigny-le-Chartif, Unverre, Chassant, Dampierre-sous-Brou és Vausseroux községekkel határos.

## Népesség
A település népességének változása:
| Lakosok száma | 605  | 418  | 489  | 514  | 508  | 509  | 505  | 502  | 499  | 488  |
|               | 1968 | 1982 | 1990 | 2006 | 2013 | 2015 | 2017 | 2019 | 2020 | 2022 |